# Seefeld-Kadolz
Seefeld-Kadolz ist eine Marktgemeinde im Bezirk Hollabrunn im österreichischen Bundesland Niederösterreich mit 940 Einwohnern (Stand 1. Jänner 2025).

## Geografie
Seefeld-Kadolz liegt im Weinviertel in Niederösterreich im Pulkautal. Die Fläche der Marktgemeinde umfasst 21,85 Quadratkilometer. Davon sind 77 Prozent landwirtschaftliche Nutzfläche, 5 Prozent Weingärten und 7 Prozent der Fläche sind bewaldet.

### Gemeindegliederung
Das Gemeindegebiet umfasst folgende zwei Ortschaften (in Klammern Einwohnerzahl Stand 1. Jänner 2025):
- Großkadolz (575)
- Seefeld (365)

Die Gemeinde besteht aus den Katastralgemeinden Großkadolz und Seefeld.
Die Gemeinde ist Mitglied der Kleinregion Initiative Pulkautal.

### Nachbargemeinden
| Slup (CZ) |                                             | Jaroslavice (CZ) |
| Hadres    | Kompassrose, die auf Nachbargemeinden zeigt | Großharras (MI)  |
|           | Mailberg                                    |                  |

## Geschichte

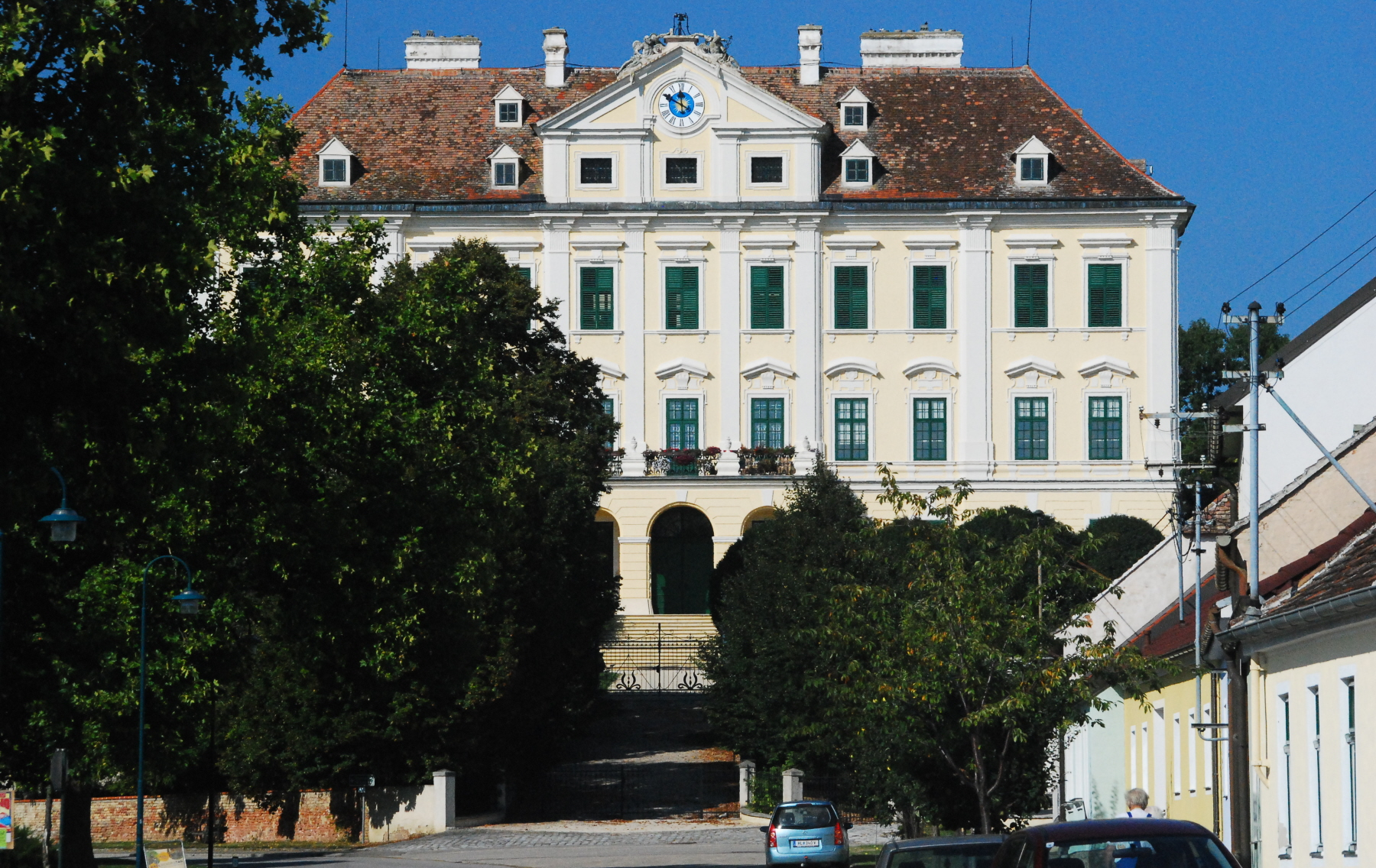
Schloss Seefeld

Der Ort wurde bereits 1108 als Markt erwähnt. Die Familie der Chadolte lässt sich bereits im 11. Jahrhundert nachweisen und wurde für den Ort namensgebend. Um die Mitte des 12. Jahrhunderts wurde hier eine erste Wasserburg an der Straße von Wien über Znaim nach Prag errichtet. Nach dem Aussterben der Chadolte fiel der Besitz an den deutschen König zurück. Rudolf I. von Habsburg übertrug das ganze Gebiet Ende des 13. Jh. an den Nürnberger Burggrafen Friedrich III. von Zollern. Die Herrschaft Seefeld wurde dadurch zum Kernstück des sogenannten Brandenburger Lehens, das sich bis in das 18. Jahrhundert hinein seine Reichsunmittelbarkeit erhalten konnte. Von 1292 bis 1594 hatten die Kuenringer dieses Lehen inne. 1336 belagerte König Johann von Böhmen vier Wochen lang die Burg, bis sie ihm von Albero VII. von Kuenring übergeben wurde.
Im Mai 1360 trafen in Seefeld an der Grenze zu Mähren Kaiser Karl IV und dessen aufmüpfiger Schwiegersohn Rudolf IV auf Vermittlung des ungarischen Königs aufeinander. In Seefeld erhielten sowohl Albrecht II wie auch Rudolf IV ihr Lehen vom Kaiser Karl IV.
1543 wurde hier Florian von Kuenring ermordet. Johann IV. Ladislaus, der letzte Kuenringer, ist in der Seefelder Kirche "St. Anna" bestattet.
Nach einigen Erbstreitigkeiten kaufte Hans Wilhelm Graf zu Hardegg 1629 erst die Herrschaft Kadolz. und 1662 dann auch Seefeld. Als die Familie 1656 ihre Burg Hardegg verkauft hatte, zog die Familie nach Seefeld. Die Brüder Julius und Johann ließen auf den Grundmauern der alten Wasserburg, die noch auf dem Stich von Georg Matthäus Vischer von 1672 festgehalten ist, das heutige Schloss erbauen. Der Entwurf für die barocke Sommerresidenz wurde 1705 von Johann Jakob Castelli erstellt. Die Bauarbeiten begannen 1710 und waren fünf Jahre später beendet. Nach dem bayerischen Erbfolgekrieg verzichteten die Brandenburger 1779 auf ihre Lehensrechte und Seefeld wurde ein landesfürstliches Lehen. 1784 gab es politische Konflikte. Schloss Seefeld blieb bis heute im Hardegg´schen Familienbesitz. Ab 1992 fanden umfassende Restaurierungsarbeiten statt.
Mit 1. Jänner 1967 wurden Großkadolz und Seefeld zu Seefeld-Kadolz fusioniert.

### Einwohnerentwicklung
| Seefeld-Kadolz: Einwohnerzahlen von 1869 bis 2025   | Seefeld-Kadolz: Einwohnerzahlen von 1869 bis 2025 | Seefeld-Kadolz: Einwohnerzahlen von 1869 bis 2025 | Seefeld-Kadolz: Einwohnerzahlen von 1869 bis 2025 | Seefeld-Kadolz: Einwohnerzahlen von 1869 bis 2025 |
| --------------------------------------------------- | ------------------------------------------------- | ------------------------------------------------- | ------------------------------------------------- | ------------------------------------------------- |
| Jahr                                                |                                                   |                                                   |                                                   | Einwohner                                         |
| 1869                                                | 1869                                              |                                                   | 1.957                                             | 1.957                                             |
| 1880                                                | 1880                                              |                                                   | 2.007                                             | 2.007                                             |
| 1890                                                | 1890                                              |                                                   | 2.413                                             | 2.413                                             |
| 1900                                                | 1900                                              |                                                   | 1.361                                             | 1.361                                             |
| 1910                                                | 1910                                              |                                                   | 2.258                                             | 2.258                                             |
| 1923                                                | 1923                                              |                                                   | 2.227                                             | 2.227                                             |
| 1934                                                | 1934                                              |                                                   | 2.268                                             | 2.268                                             |
| 1939                                                | 1939                                              |                                                   | 2.271                                             | 2.271                                             |
| 1951                                                | 1951                                              |                                                   | 2.062                                             | 2.062                                             |
| 1961                                                | 1961                                              |                                                   | 1.536                                             | 1.536                                             |
| 1971                                                | 1971                                              |                                                   | 1.392                                             | 1.392                                             |
| 1981                                                | 1981                                              |                                                   | 1.140                                             | 1.140                                             |
| 1991                                                | 1991                                              |                                                   | 1.019                                             | 1.019                                             |
| 2001                                                | 2001                                              |                                                   | 1.037                                             | 1.037                                             |
| 2011                                                | 2011                                              |                                                   | 938                                               | 938                                               |
| 2021                                                | 2021                                              |                                                   | 981                                               | 981                                               |
| 2025                                                | 2025                                              |                                                   | 940                                               | 940                                               |
| Quelle(n): Statistik Austria, Gebietsstand 1.1.2021 |                                                   |                                                   |                                                   |                                                   |

## Kultur und Sehenswürdigkeiten
- Schloss Seefeld
- Glockenturm Großkadolz

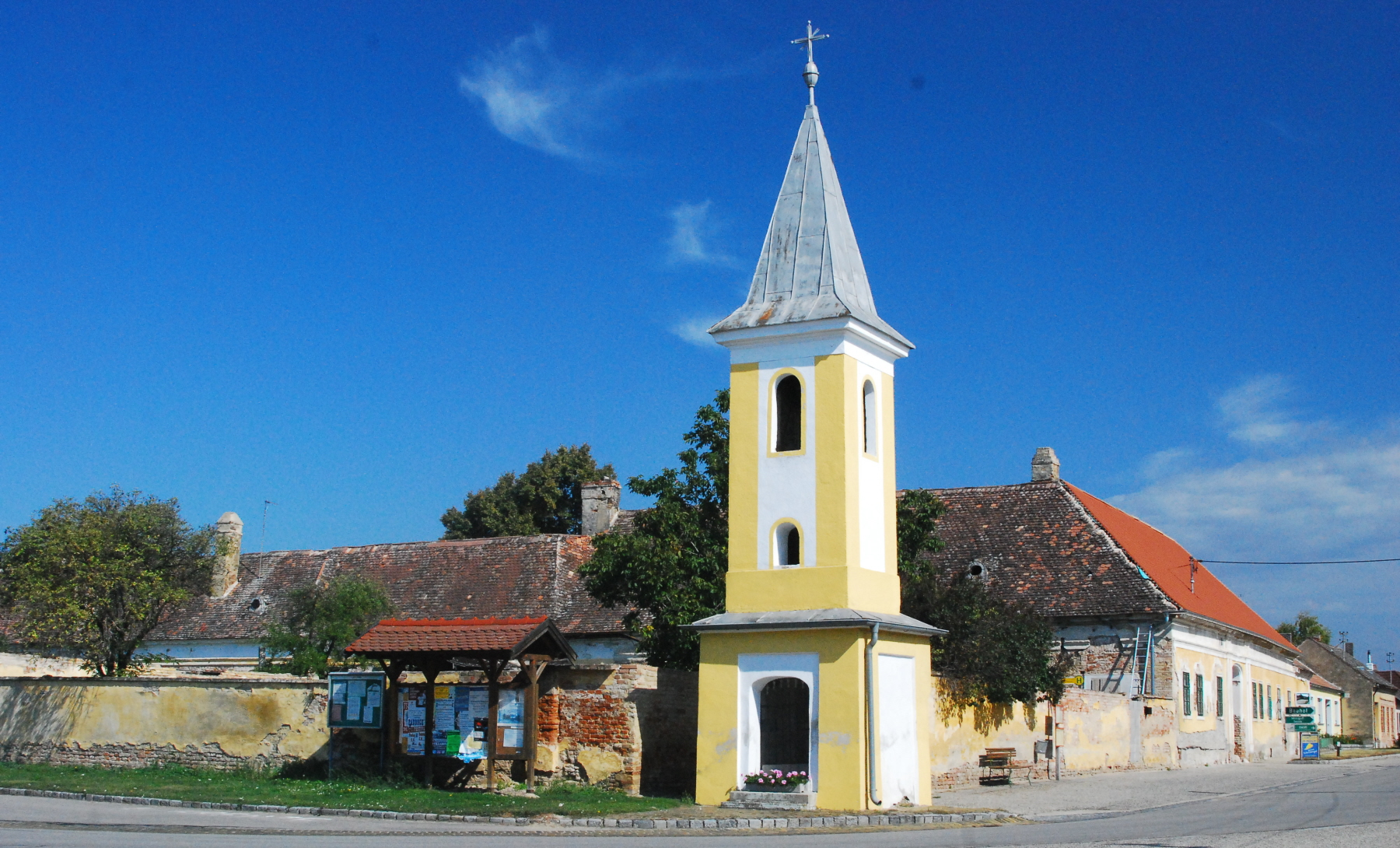
Glockenturm Großkadolz

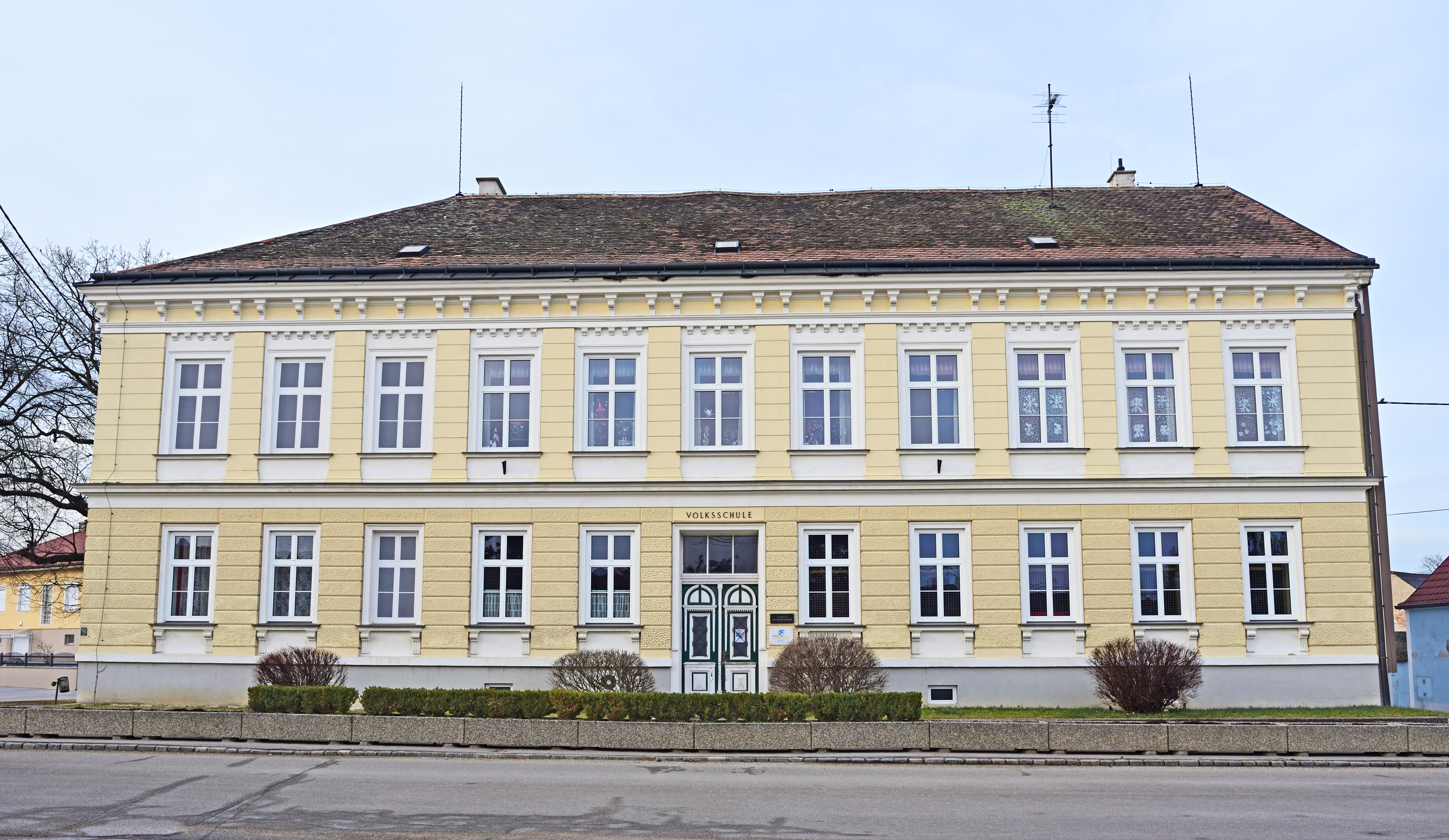
Volksschule Großkadolz

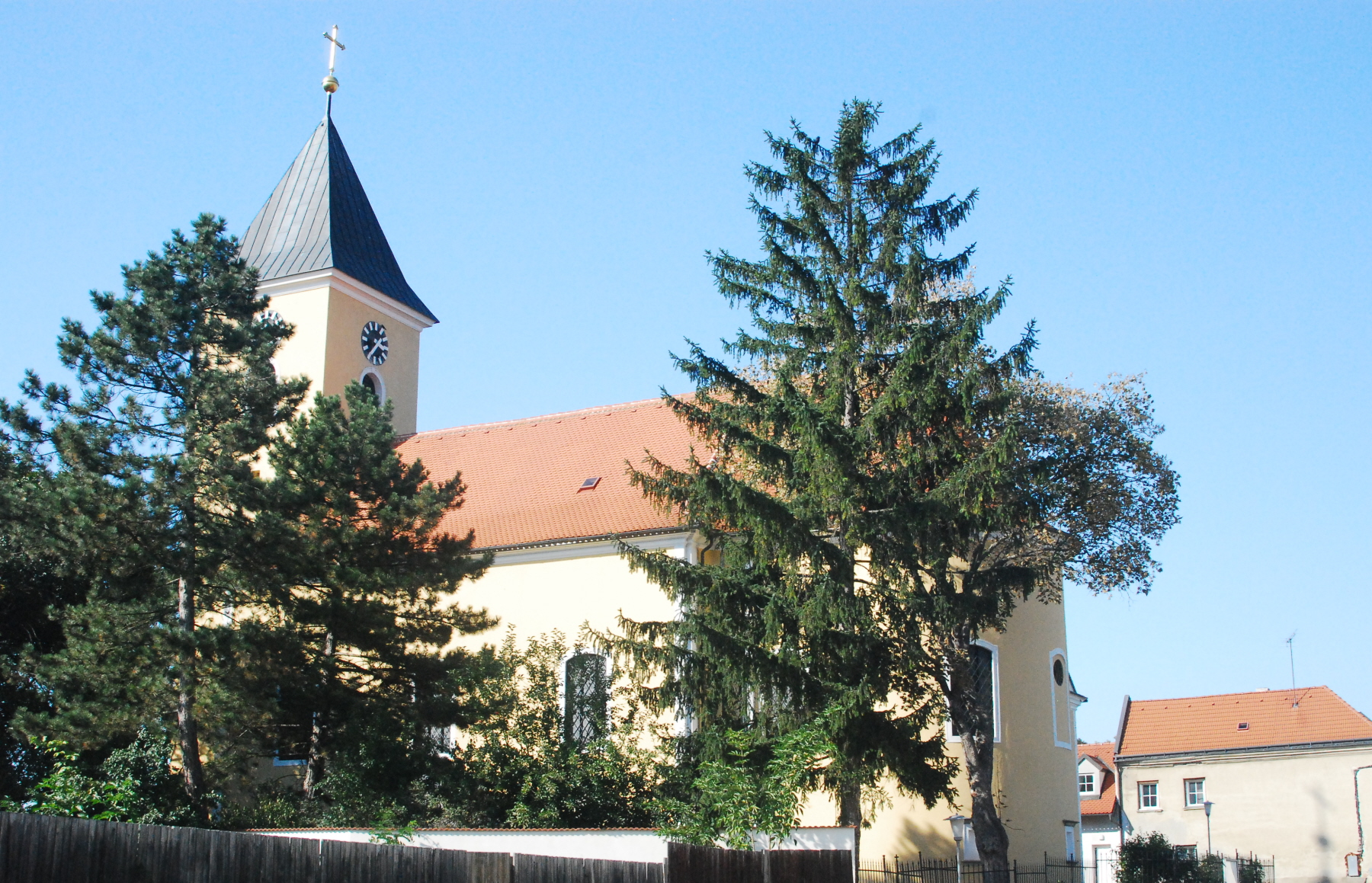
Pfarrkirche Seefeld

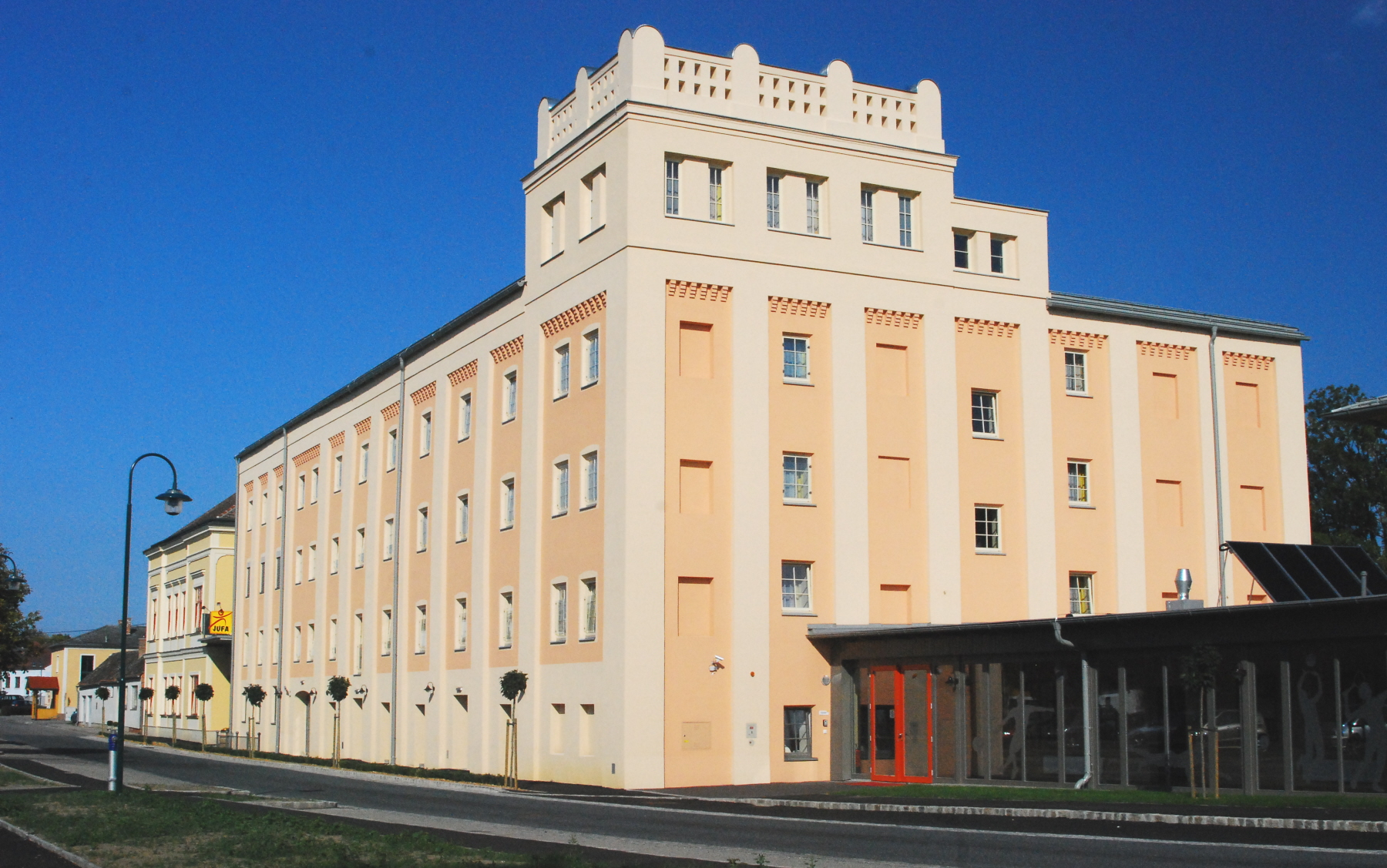
(ehemalige) Schustermühle in Seefeld (Jetzt das Jufa Hotel Weinviertel)

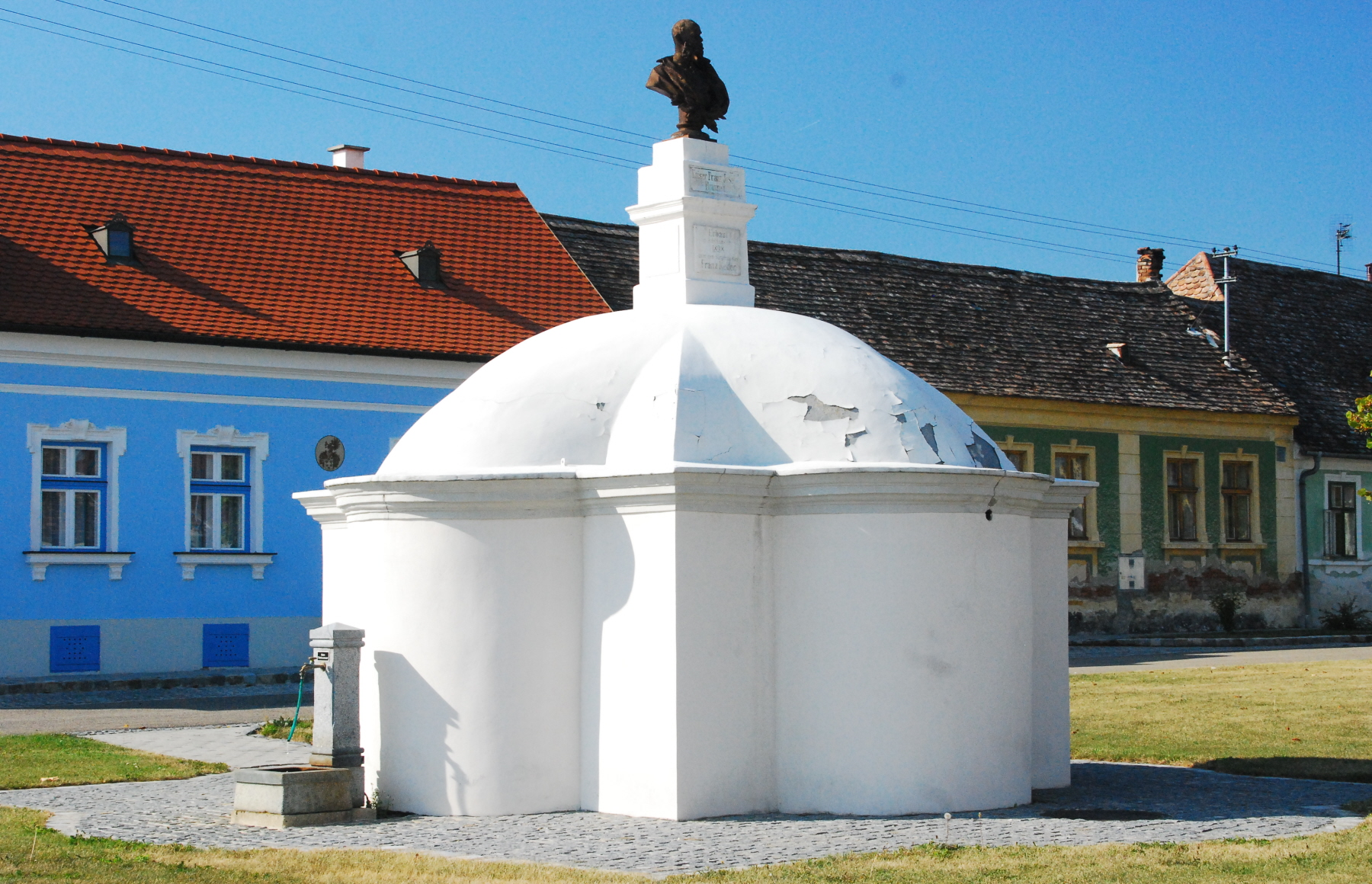
Kaiser-Franz-Joseph-Brunnen in Seefeld

- Katholische Pfarrkirche Seefeld hl. Anna
- Cholerafriedhof Seefeld-Kadolz

## Wirtschaft und Infrastruktur
Im Jahr 2010 gab es 25 land- und forstwirtschaftliche Betriebe (im Jahr 1999 waren es 53). Davon waren 15 Haupterwerbsbetriebe, die 99 Prozent der Fläche bewirtschafteten. Der Produktionssektor ist schwach ausgebildet, vier Betriebe beschäftigen zehn Arbeitnehmer. Im Dienstleistungssektor finden 75 Personen Arbeit in 30 Betrieben, hauptsächlich in sozialen und öffentlichen Dienstleistungen, aber auch in der Gastronomie und im Handel (Stand 2010).

### Bildung
In der Gemeinde gibt es einen Kindergarten und eine Volksschule.

### Sport
Seefeld-Kadolz besitzt ein Freiluftschwimmbad, einen Tennisplatz, einen Reiterhof, einen Volleyballplatz, Spielplätze, einen Teich zum Angeln, einen Fußballplatz, eine Rodelbahn, Minigolfanlage und ein Jugendzentrum, welches erst eingerichtet wird.

## Politik

### Gemeinderat
Seit dem Jahr 2015 hat der Gemeinderat 15 Mitglieder, davor 19 Mitglieder.
- Nach den Gemeinderatswahlen in Niederösterreich 1990 hatte der Gemeinderat folgende Verteilung: 9 SPÖ, 8 ÖVP und 2 FPÖ. (19 Mitglieder)
- Nach den Gemeinderatswahlen in Niederösterreich 1995 hatte der Gemeinderat folgende Verteilung: 13 SPÖ, 4 ÖVP und 2 FPÖ.[22]
- Nach den Gemeinderatswahlen in Niederösterreich 2000 hatte der Gemeinderat folgende Verteilung: 14 SPÖ, 3 ÖVP und 2 FPÖ.[23]
- Nach den Gemeinderatswahlen in Niederösterreich 2005 hatte der Gemeinderat folgende Verteilung: 11 SPÖ und 8 ÖVP.[24]
- Nach den Gemeinderatswahlen in Niederösterreich 2010 hatte der Gemeinderat folgende Verteilung: 12 SPÖ und 7 ÖVP.[25] (19 Mitglieder)
- Nach den Gemeinderatswahlen in Niederösterreich 2015 hatte der Gemeinderat folgende Verteilung: 10 SPÖ und 5 ÖVP.[26] (15 Mitglieder)
- Nach den Gemeinderatswahlen in Niederösterreich 2020 hatte der Gemeinderat folgende Verteilung: 9 SPÖ und 6 ÖVP.[27]
- Nach den Gemeinderatswahlen in Niederösterreich 2025 hat der Gemeinderat folgende Verteilung: 10 SPÖ und 5 ÖVP.[28]

### Bürgermeister
- bis 2001 Franz  Höller
- 2001–2019 Georg Jungmayer (SPÖ)[29]
- seit 2019 Peter Frühberger (SPÖ)[30]

### Wappen
Im Jahr 1976 wurde der Gemeinde folgendes Wappen verliehen: In einem von einem naturfarbenen braunen Pfahl durchzogenen grünen Schild eine goldene Weinranke, deren Blätter im Schildeshaupt von einem silbernen Faden getragen werden und von der zwei goldene Trauben herabhängen.

### Gemeindepartnerschaften
Seefeld-Kadolz pflegt Partnerschaften mit folgenden Gemeinden:
- seit 2002 Jaroslavice in Tschechien
- seit 1975 Himberg

## Sonstiges
Seefeld-Kadolz wurde 1992 zum jugendfreundlichsten Ort Niederösterreichs gewählt.

## Persönlichkeiten

### Söhne und Töchter der Gemeinde
- Heinrich zu Hardegg (1843–1898), Geschäftsmann
- Florian Bergauer (1897–1960), Politiker
- Heinrich Stern (1897–1974), Politiker